# Quentin Ngakoutou
Quentin Ngakoutou-Yapende (Bangui, 10 maggio 1994) è un calciatore centrafricano con cittadinanza francese, attaccante svincolato.

## Biografia
Anche i suoi due fratelli minori Yannis e Wesley sono calciatori professionisti.

## Carriera

### Club
Giocatore di talento del Monaco, Ngakoutou fece il suo e all'esordio tra i professionisti in prestito all'Arles-Avignon nel 2014 in un 0-0 in Ligue 2 contro l'Ajaccio. Dopo una breve esperienza in Svizzera con il Losanna, Ngakoutou è stato mandato nuovamente in prestito in Ligue 2 nell'Évian TG a luglio del 2015. Il 31 gennaio 2017, è stato prestato per sei mesi alla squadra di seconda divisione belga Union Saint-Gilloise. Il suo contratto con il Monaco scade il 1º luglio 2018 e viene svincolato dopo sette anni giocati con il club del principato.

### Nazionale
Ha giocato nelle nazionali giovanili francesi Under-16 ed Under-17.
Tra il 2018 ed il 2019 ha giocato complessivamente 6 partite con la nazionale maggiore della Repubblica Centrafricana.

## Palmarès

### Individuale
- Capocannoniere della Coupe de la Ligue: 1

2014-2015 (3 reti)